# Independence (Minnesota)
Independence es una ciudad ubicada en el condado de Hennepin en el estado estadounidense de Minnesota. En el Censo de 2010 tenía una población de 3504 habitantes y una densidad poblacional de 39,15 personas por km².

## Geografía
Independence se encuentra ubicada en las coordenadas 45°1′5″N 93°43′10″O / 45.01806, -93.71944. Según la Oficina del Censo de los Estados Unidos, Independence tiene una superficie total de 89.5 km², de la cual 83.83 km² corresponden a tierra firme y (6.34%) 5.68 km² es agua.

## Demografía
Según el censo de 2010, había 3504 personas residiendo en Independence. La densidad de población era de 39,15 hab./km². De los 3504 habitantes, Independence estaba compuesto por el 97.15% blancos, el 0.26% eran afroamericanos, el 0.34% eran amerindios, el 1.06% eran asiáticos, el 0% eran isleños del Pacífico, el 0.2% eran de otras razas y el 1% pertenecían a dos o más razas. Del total de la población el 1.34% eran hispanos o latinos de cualquier raza.